# Tetracis jubararia
Tetracis jubararia là một loài bướm đêm thuộc họ Geometridae. Nó được tìm thấy ở Bắc Mỹ.
Cánh trước dài 17–26 mm. Con trưởng thành của ssp. jubararia bay từ giữa tháng 8 đến cuối tháng 11 phụ tuộc vào địa phương và độ cao. Con trưởng thành của sericeata bay từ tháng 9 đến giữa tháng 11.
Ấu trùng của. jubararia đã được ghi nhận trên Alnus, Betula, Cornus,
Populus, Ribes, Prunus subcordata, Salix, Picea glauca, Picea engelmanni, Pseudotsuga menziesii và Thuja.

## Phụ loài
- Tetracis jubararia jubararia (Nam California về phía bắc đến British Columbia và Saskatchewan về phía đông miền trung, tây nam Idaho, và quận White Pine, Nevada ở độ cao 150-2255 mét)
- Tetracis jubararia sericeata (Rocky Mountain và vùng liên núi cao từ 1.830 đến 2.590 mét)